# سعید امینی
سعید امینی (۹ آذر ۱۳۶۲ – ۵ آبان ۱۳۹۲) بازیگر سینمای ایران بود.
وی تنها در فیلم نفس عمیق به کارگردانی پرویز شهبازی بازی کرده‌است اما بازی اش در آن فیلم چنان اثرگذار و ماندگار بود که سروش صحت پس از مرگش او را جیمز دین سینمای ایران خواند. امینی پس از نفس عمیق پیشنهادهای زیادی برای بازیگری دریافت کرد اما هیچ‌کدام را نپذیرفت و دلیل خود را بی علاقگی به فعالیت در سینما عنوان می‌کرد. این بازیگر در روز پنجم آبان ۱۳۹۲ بر اثر گازگرفتگی درگذشت و در بهشت زهرای تهران قطعه ۲۵۳، ردیف ۱۲۲، شماره ۲۵ به خاک سپرده شد.

## فیلم‌شناسی
- نفس عمیق (۱۳۸۱، در نقش کامران)